# Алтынтобе (городище, Отырарский район)
Алтынтобе (каз. Алтынтөбе) — средневековое городище в Отырарском районе Туркестанской области Казахстана, расположено в 1,5 км от городища Ботайтобе. Расположено в 7 км к северо-западу от городища Отрар. Исследовано в 1947 и 1949 годах Туркестанской археологической экспедицией (рук. А. Н. Бернштам), в 1969—1970, 1986 годах Отрарской археологической экспедицией (рук. К. А. Акишев). Представляет собой двухъярусный бугор, ориентированный на четыре стороны света. Северная часть (цитадель) имеет размеры: 135×150 м и 75×60 м. Наибольшая высота цитадели 17,13 м. В центре северной стороны глубокая ложбина, возникшая на месте северных ворот. На площадке, примыкающей к южной части цитадели, имеется выход из шахристана. Наибольшая высота шахристана 7 м, размеры основания 100×225 м. По периметру его территория окружена полукругом крепостной стены. Сохранились остатки жилых помещений, на месте площадей и улочек образовались впадины. У восточного въезда, между шахристаном и цитаделью, расположена большая площадь. В раскопках обнаружены сосуды из стекла и глины, обломки керамических очагов-алтарей, «двурогие» подставки, изделия из железа. Важной находкой являются тюргешские монеты, датируемые VIII—X веками. В архитектурном плане Алтынтобе аналогично городищу Куйрыктобе и Кокмардан Отрарского оазиса.